# Dragon Ball Fusions
Dragon Ball Fusions (ドラゴンボールフュージョンズ) é um jogo eletrônico de RPG da franquia Dragon Ball lançado para o Nintendo 3DS no  Japão. O jogo foi desenvolvido pela Ganbarion e é distribuído pela Namco Bandai. O lançamento aconteceu no dia 4 de agosto de 2016 no Japão.